# 萨卜拉莱区
薩卜拉萊區是索馬利亞的一個區，位於該國東南部的下謝貝利州，首府為萨卜拉莱。

## 外部鏈結
- 薩卜拉萊區行政區域圖 （页面存档备份，存于）